# داستان نفرت ۲
داستان نفرت ۲ (انگلیسی: Hate Story 2) یک فیلم در ژانر هیجانی و شهوانی به کارگردانی ویشال پاندیا محصول سال ۲۰۱۴ کشور هند است. سوروین چاولا، جای بانوشالی و سوشانت سینگ از بازیگران این فیلم بوده‌اند.